# Laurine Bordes
Pas d'image ? Cliquez ici

a Compétitions nationales et continentales officielles uniquement.

Dernière mise à jour le 26 décembre 2023.
Laurine Bordes, née le 19 septembre 2003, est une joueuse française de rugby à XV évoluant au poste de talonneur au Stade bordelais.

## Palmarès
- Vainqueur du championnat de France féminin en 2023 avec le Stade bordelais.
- Première ponction artérielle involontaire en août 2024